# Anna Bursche-Lindnerowa
Anna Maria Bursche-Lindnerowa, (ur. 6 sierpnia 1922, zm. 21 sierpnia 2002) – polska łyżwiarka figurowa, wielokrotna mistrzyni Polski w latach 40. i 50. XX w. Córka Alfreda Bursche, żona Sławomira Lindnera, w czasie II wojny światowej łączniczka Armii Krajowej. Następnie trenerka łyżwiarstwa figurowego.
W 1956 roku wraz z Leonem Osadnikiem zostali pierwszymi mistrzami Polski w konkurencji par tanecznych.

## Życiorys
Pochodziła z rodziny Bursche o tradycjach ewangelickich. Była córką prawnika Alfreda Bursche (1883–1942) i Janiny Zalewskiej. Miała brata Jana (lata życia ok. 1890–1950), który był inżynierem mechanikiem.
Wychowywała się w Warszawie, niedaleko Doliny Szwajcarskiej, gdzie Anna rozpoczęła naukę jazdy na łyżwach w wieku 5 lat. Bardzo szybko okazało się, że nastolatka obdarzona jest ogromnym talentem łyżwiarskim. Aby móc uczestniczyć w zawodach, zapisała się do Warszawskiego Towarzystwa Łyżwiarskiego. Podczas mistrzostw Europy 1939 w Zakopanem wzięła udział w pokazie otwierającym imprezę, a jej doskonały występ spowodował, że rodzice wysłali ją na treningi łyżwiarskie do Londynu. Anna wróciła do Warszawy pod koniec sierpnia 1939, tuż przed rozpoczęciem II wojny światowej. Jej rodzina borykała się nie tylko z okupacją hitlerowską, ale też z eksterminacją Polaków wyznania ewangelickiego. Rodzinie Burschów zaproponowano wpisanie na volkslistę jako tzw. Reichsdeutschów. Kiedy solidarnie odmówili, natychmiast aresztowano Alfreda Bursche, ojca Anny, i jego trzech braci – Edmunda, Henryka, Teodora. Jej ojciec po aresztowaniu przez Gestapo 17 września 1939 roku został osądzony na Pawiaku, a następnie zesłany do KZ Sachsenhausen a później do pracy w kamieniołomie w KZ Mauthausen, gdzie zmarł. Bracia ojca również trafili do obozów koncentracyjnych, a sam Heinrich Himmler dopisał przy nazwisku Bursche notatkę brzmiącą: „Diese Familie ist auszurotten” (pol. Tę rodzinę należy wyniszczyć). Anna w okresie okupacji była członkiem Armii Krajowej pracując jako łączniczka. Na pewien czas wyjechała do letniego domu Burschów w Chyliczkach, ale szybko wróciła do Warszawy. Przyłączyła się do zespołu artystycznego Centralnego Domu Żołnierza, gdzie występowała jako tancerka. Tam poznała przyszłego męża, aktora Sławomira Lindnera (1913–1982). W międzyczasie Anna jeździła na łyżwach, jednak nie korzystała już z lodowiska w Dolinie Szwajcarskiej, gdyż zarządzał nim człowiek, który podpisał Volkslistę. Anna tak jak inni łyżwiarze przenieśli się w inne miejsca m.in. na lodowisko w ogrodzie obok słynnej kawiarni „U Aktorek” (róg ul. Pięknej i Al. Ujazdowskich), gdzie Anna wygrywała tajne zawody łyżwiarskie.
Pomimo tego, iż pierwotnie reprezentowała Warszawskie Towarzystwo Łyżwiarskie, to ze względu na władzę PRL, która nie tolerowała klubu z przedwojennymi tradycjami została przeniesiona do sekcji Legii Warszawa.
W latach 1949–1953 Anna występowała w jeździe indywidualnej, w latach 1954–1956 zdobyła wraz z Leonem Osadnikiem mistrzostwo Polski w parach sportowych, zaś w latach 1956 i 1957 wygrywała wraz z nim w parach tanecznych. Bursche i Osadnik zostali pierwszymi mistrzami Polski w parach tanecznych.
W późniejszym czasie została trenerką łyżwiarstwa figurowego w Warszawie, gdzie uczyła m.in. Teresę Weynę.
Została pochowana na cmentarzu ewangelicko-augsburskim w Warszawie (aleja E, grób 13).

## Osiągnięcia

### Pary taneczne
Z Leonem Osadnikiem
| Mistrzostwa Polski | 1 | 1 |

### Pary sportowe
Z Leonem Osadnikiem
| Mistrzostwa Polski | 1 | 1 | 1 |

### Solistki
| Mistrzostwa Polski | 1 | 1 | 1 | 1 | 1 |